# 리카르도 오르솔리니
리카르도 오르솔리니(이탈리아어: Riccardo Orsolini, 1997년 1월 24일 ~ )는 이탈리아의 축구 선수이다. 그의 포지션은 윙어로, 현재 세리에 A의 볼로냐에서 활약하고 있다.

## 클럽 경력
오르솔리니는 아스콜리의 유소년 아카데미를 졸업하였다. 그는 2015-16 시즌 세리에 B에서 1군 데뷔전을 치렀고, 9경기에 출전했다.
2017년 1월 30일, 오르솔리니는 이적료 €6M에 특정 조건에 따라 €4M를 추가 지급하는 조건으로 유벤투스와 2021년 6월까지 계약을 맺었다. 그러나 오르솔리니는 시즌이 끝날 때까지 아스콜리에 남아있었다.
2017년 7월 14일, 오르솔리니는 아탈란타로 2년 임대되었다.
2018년 1월, 아탈란타에서 교체 출전만 한 뒤 오르솔리니는 유벤투스로 복귀하였고, 완전 영입 옵션과 함께 볼로냐 FC 1909로 1년 반 임대되었다. 2019년 6월 19일, 볼로냐는 완전 영입 옵션을 발동하였다.

## 국가대표팀 경력
오르솔리니는 이탈리아 U-20 대표팀 일원으로, 2017년 FIFA U-20 월드컵에 참가해 5골을 득점하며 대회 득점 선두를 달렸고, 이탈리아는 역대 최고 성적인 3위를 기록하며 대회를 마쳤다. 다재다능한 활약으로 많은 언론에서 그를 이탈리아 팀의 최고의 선수로 선정했다.
2017년 9월 1일, 그는 3-0으로 패한 스페인과의 친선 경기에서 루이지 디 비아조 감독의 지휘 하에 이탈리아 U-21 대표팀 데뷔전을 치렀다.
오르솔리니는 2019년 11월 18일, 로베르토 만치니 감독의 지휘 하에 9-1로 이긴 아르메니아와의 UEFA 유로 2020 예선 최종전 홈경기에서 니콜로 바렐라와 교체되어 이탈리아 성인 대표팀 데뷔전을 치렀다. 그는 국가대표팀 데뷔골을 기록했고, 이후 페데리코 키에사의 골을 도왔다.

## 플레이스타일
오르솔리니는 신체적으로 강하고 빠른 스피드를 가진 윙어로, 뛰어난 드리블 능력으로 일대일 상황에서 탁월한 능력을 발휘한다. 그는 타고난 왼발잡이지만 4-3-3 또는 4-2-3-1 포메이션의 오른쪽 측면에서 뛰는 것을 선호한다. 이 포지션은 중앙으로 컷인하여 더 강한 발로 골을 넣을 수 있는 포지션이다.

## 수상 내역

### 국가대표팀
이탈리아 U-20
- FIFA U-20 월드컵 3위: 2017[13]

### 개인
- FIFA U-20 월드컵 골든 부트: 2017 (5골)[6]